# Minuartia kashmirica
Minuartia kashmirica là loài thực vật có hoa thuộc họ Cẩm chướng. Loài này được (Edgew. & Hook. f.) Mattf. mô tả khoa học đầu tiên năm 1921.